# 39.ª edición de los Premios Óscar
La 39.ª edición de los Óscar premió a las mejores películas de 1966. Organizada por la Academia de Artes y Ciencias Cinematográficas y presentada por Bob Hope, tuvo lugar en el Santa Monica Civic Auditorium de Santa Mónica (Estados Unidos) el 10 de abril de 1967.
Solo dos de las películas nominadas al Óscar a la mejor película fueron nominadas también a la de Mejor dirección: Un hombre para la eternidad y ¿Quién teme a Virginia Woolf? También fueron seis las películas que consiguieron más de un Óscarː Un hombre para la eternidad, ¿Quién teme a Virginia Woolf?, Grand Prix, Viaje alucinante, Un hombre y una mujer, y Nacida libre—un récord que no se igualaría hasta 2010. Todos los nominados al Óscar al Mejor actor fueron de las películas nominadas a la mejor película. 
En el caso de la mejor actriz, todas ellas nacieron fueron de Estados Unidos. Dos de ellas (Vanessa Redgrave y Lynn Redgrave) eran hermanas, una cosa que no se veía desde 1941, cuando fueron nominadas a esta categoría Olivia de Havilland y Joan Fontaine.

## Ganadores y nominados

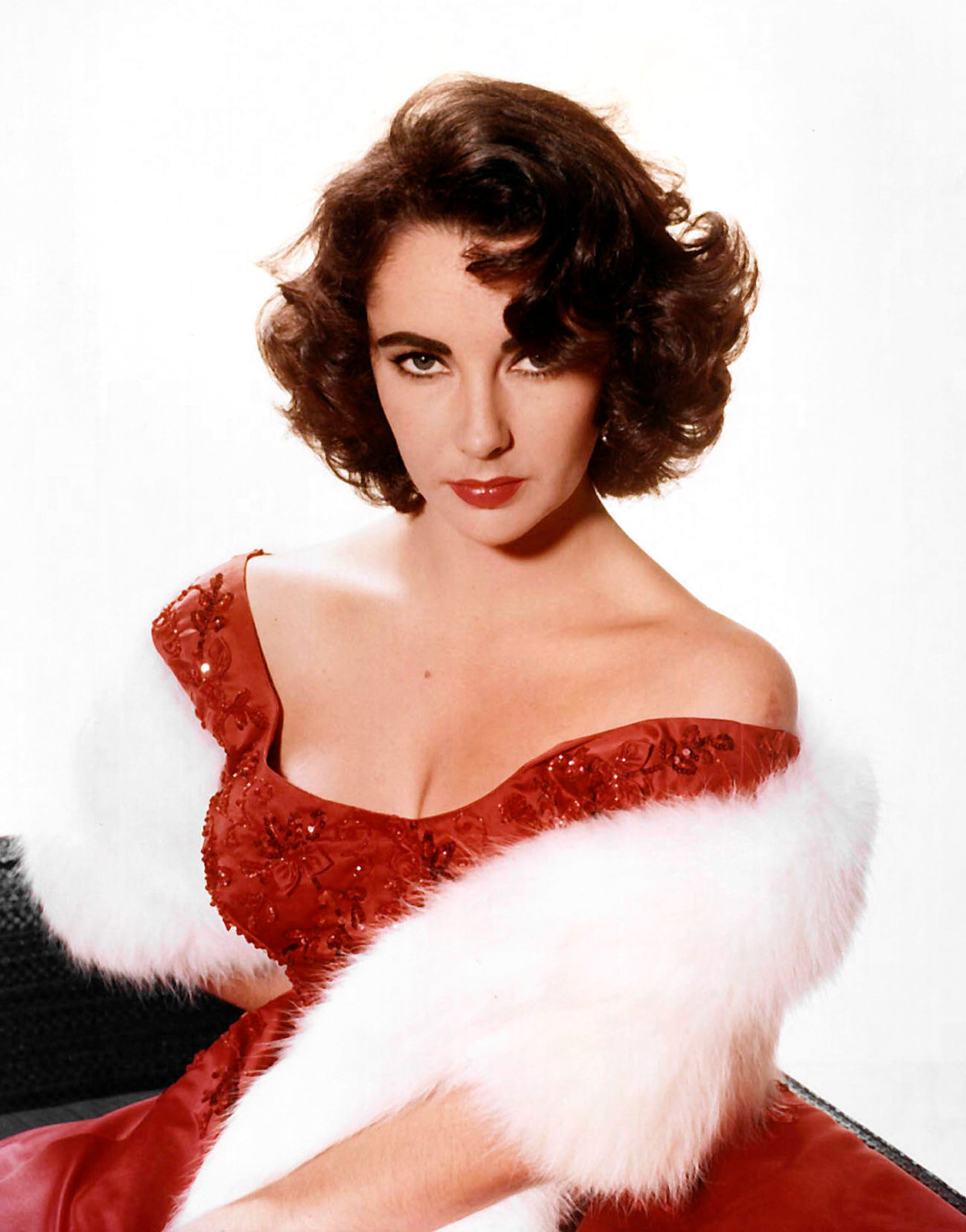
Elizabeth Taylor ganó su segundo Óscar como mejor actriz por ¿Quién teme a Virginia Woolf?.

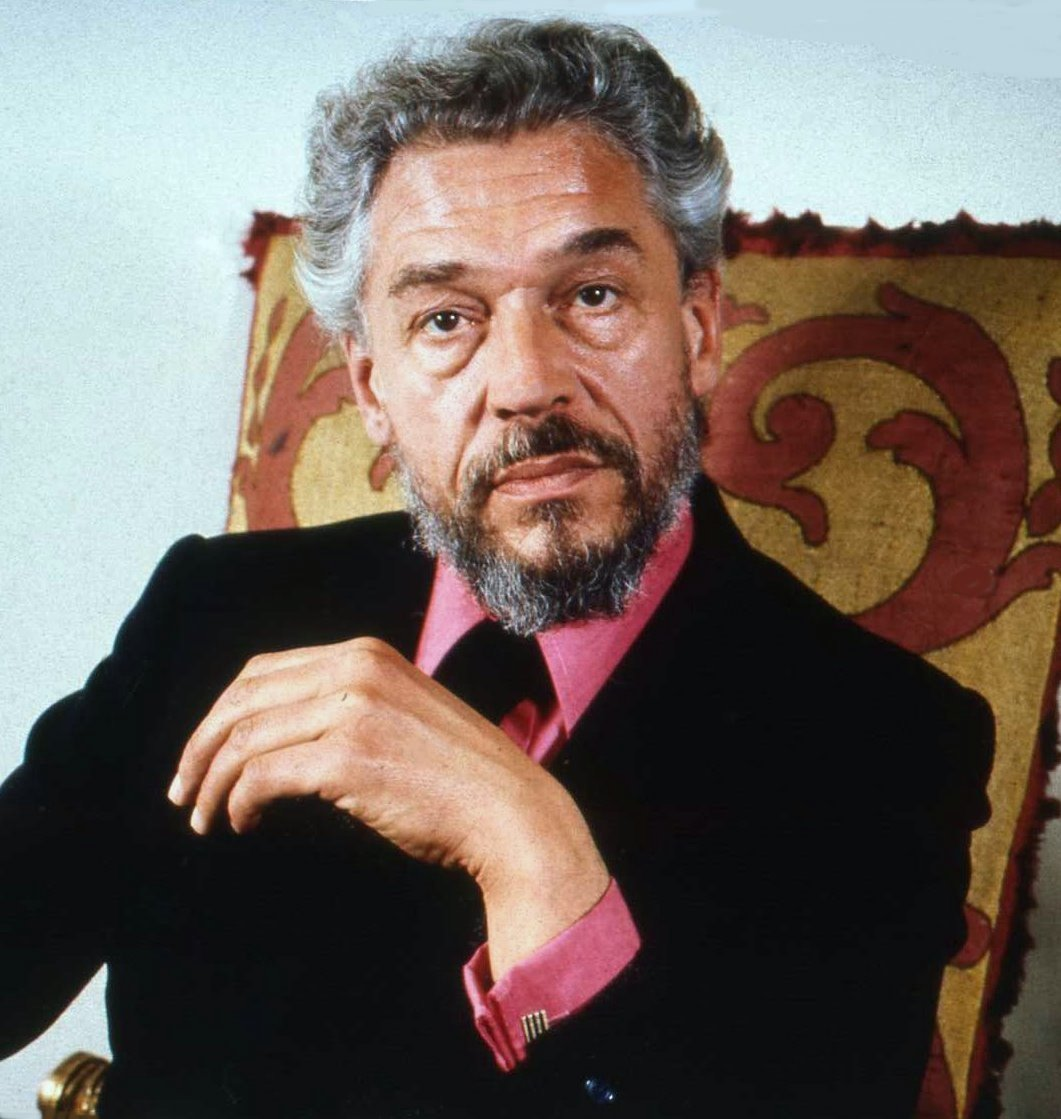
Paul Scofield ganó el Óscar como mejor actor por Un hombre para la eternidad.

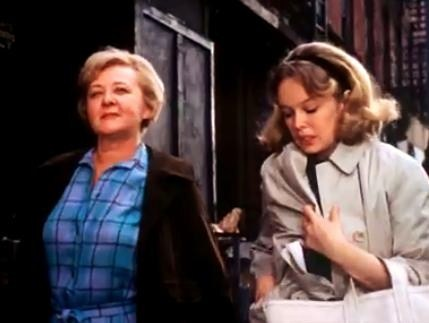
Sandy Dennis fue la ganadora del premio a la mejor actriz de reparto por su actuación en ¿Quién teme a Virginia Woolf?.

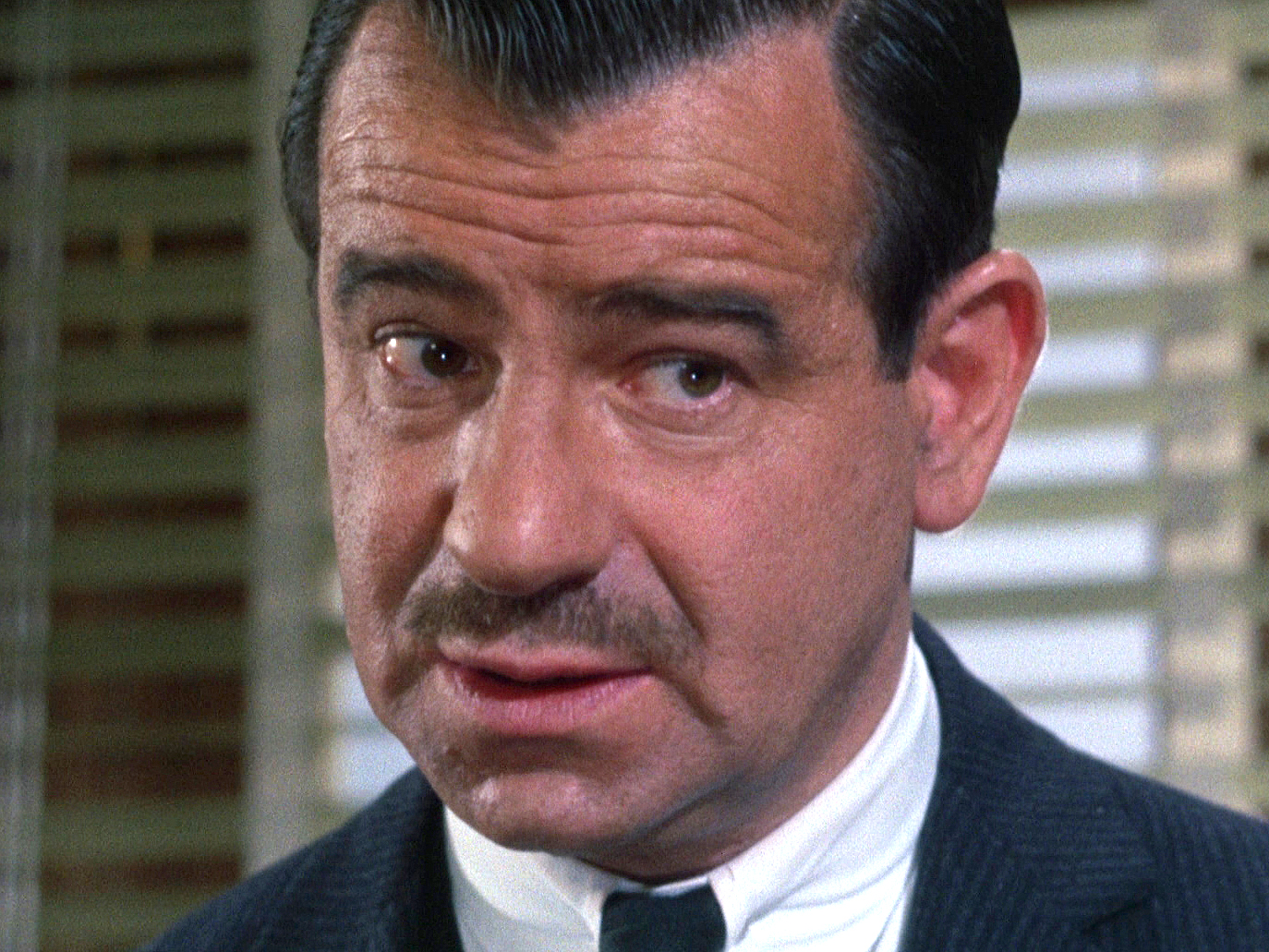
Walter Matthau ganó el Óscar al mejor actor de reparto por su actuación en En bandeja de plata.

Indica el ganador dentro de cada categoría.
| Mejor película Presentado por: Audrey Hepburn A Man for All Seasons (Un hombre para la eternidad) — Fred Zinnemann, productor - Alfie — Lewis Gilbert, productor - The Russians are Coming, the Russians are Coming (¡Que vienen los rusos!) — Norman Jewison, productor - The Sand Pebbles (El Yangtsé en llamas) — Robert Wise, productor - Who's Afraid of Virginia Woolf? (¿Quién teme a Virginia Woolf?) — Ernest Lehman, productor | Mejor dirección Presentado por: Rosalind Russell Fred Zinnemann — A Man for All Seasons (Un hombre para la eternidad) - Michelangelo Antonioni — Blowup - Claude Lelouch — Un homme et une femme (Un hombre y una mujer) - Mike Nichols — Who's Afraid of Virginia Woolf? (¿Quién teme a Virginia Woolf?) - Richard Brooks — The Professionals (Los profesionales) |
| Mejor actor Presentado por: Julie Christie Paul Scofield — A Man for All Seasons (Un hombre para la eternidad), como Tomás Moro - Alan Arkin — The Russians are Coming, the Russians are Coming (¡Que vienen los rusos!), como el Teniente Yuri Rozanov - Richard Burton — Who's Afraid of Virginia Woolf? (¿Quién teme a Virginia Woolf?) - Michael Caine — Alfie, como Alfie Elkins - Steve McQueen — The Sand Pebbles (El Yangtsé en llamas), como Jake Holman                                                                            | Mejor actriz Presentado por: Lee Marvin Elizabeth Taylor — Who's Afraid of Virginia Woolf? (¿Quién teme a Virginia Woolf?), como Martha - Anouk Aimée — Un homme et une femme (Un hombre y una mujer), como Anne Gauthier - Ida Kamińska — Obchod na Korze (La tienda en la calle mayor), como Rozália Lautmannová - Lynn Redgrave — Georgy Girl (La soltera retozona), como Georgina "Georgy" Parkin - Vanessa Redgrave — Morgan, a Suitable Case for Treatment (Morgan, un caso clínico), como Leonie Delt |
| Mejor actor de reparto Presentado por: Shelley Winters Walter Matthau — The Fortune Cookie (En bandeja de plata), como "Whiplash Willie" Gingrich - Robert Shaw — A Man for All Seasons (Un hombre para la eternidad), como Enrique VIII de Inglaterra - George Segal — Who's Afraid of Virginia Woolf? (¿Quién teme a Virginia Woolf?), como Nick - James Mason — Georgy Girl (La soltera retozona), como James Leamington - Mako — The Sand Pebbles (El Yangtsé en llamas), como Po-han                                                    | Mejor actriz de reparto Presentado por: Sidney Poitier Sandy Dennis — Who's Afraid of Virginia Woolf? (¿Quién teme a Virginia Woolf?), como Honey - Wendy Hiller — A Man for All Seasons (Un hombre para la eternidad), como Alice More - Jocelyne LaGarde — Hawái, como la Reina Malama Kanakoa - Vivien Merchant — Alfie, como Lily - Geraldine Page — You're a Big Boy Now (Ya eres un gran chico), como Margery Chanticleer |
| Mejor argumento y guion escritos directamente para la pantalla Presentado por: Fred Astaire y Ginger Rogers Un homme et une femme (Un hombre y una mujer) — Claude Lelouch y Pierre Uytterhoeven - Blowup — Michelangelo Antonioni, Tonino Guerra y Edward Bond - Khartoum — Robert Ardrey - The Fortune Cookie (En bandeja de plata) — Billy Wilder y I. A. L. Diamond - The Naked Prey (La presa desnuda) — Clint Johnston y Don Peters | Mejor guion basado en material de otro medio Presentado por: Fred Astaire y Ginger Rogers A Man for All Seasons (Un hombre para la eternidad) — Robert Bolt - Alfie — Bill Naughton - The Professionals (Los profesionales) — Richard Brooks - The Russians are Coming, the Russians are Coming (¡Que vienen los rusos!) — William Rose - Who's Afraid of Virginia Woolf? (¿Quién teme a Virginia Woolf?) — Ernest Lehman |
| Mejor cortometraje Presentado por: Olivia de Havilland Wild Wings - Edgar Anstey - Turkey the Bridge - Derek Williams - The Winning Strain - Leslie Winik | Mejor cortometraje animado Presentado por: Olivia de Havilland A Herb Alpert and the Tijuana Brass Double Feature - John y Faith Hubley - The Drag - Wolf Koenig y Robert Verrall - The Pink Blueprint - David H. DePatie y Friz Freleng |
| Mejor documental largo Presentado por: Richard Harris y Barbara Rush The War Game - Peter Watkins - The Face of a Genius - Alfred R. Kelman - Helicopter Canada - Peter Jones y Tom Daly - The Really Big Family - Alex Grasshoff - Le Volcan interdit - Haroun Tazieff | Mejor documental corto Presentado por: Richard Harris y Barbara Rush A Year Toward Tomorrow - Edmond A. Levy - Adolescence - Marin Karmitz y Vladimir Forgency - Cowboy - Michael Ahnemann y Gary Schlosser - The Odds Against - Lee R. Bobker y Helen Kristt Radin - Részletek J.S. Bach Máté passiójából - Mafilm Studio |
| Mejor película de habla no inglesa Presentado por: Patricia Neal Un homme et une femme (Un hombre y una mujer), de Claude Lelouch ( Francia) - La battaglia di Algeri (La batalla de Argel), de Gillo Pontecorvo (Argelia/Italia) - Faraón, de Jerzy Kawalerowicz (Polonia) - Lásky jedné plavovlásky (Los amores de una rubia), de Miloš Forman (Checoslovaquia) - Tri, de Aleksandar Petrović (Yugoslavia) | Mejor montaje Presentado por: Lee Remick y James Stewart Grand Prix — Fredric Steinkamp, Henry Berman, Stewart Linder y Frank Santillo - Fantastic Voyage (Viaje alucinante) — William B. Murphy - The Russians are Coming, the Russians are Coming (¡Que vienen los rusos!) — Hal Ashby y J. Terry Williams - The Sand Pebbles (El Yangtsé en llamas) — William Reynolds - Who's Afraid of Virginia Woolf? (¿Quién teme a Virginia Woolf?) — Sam O'Steen |
| Mejor banda sonora – sustancialmente original Presentado por: Mary Tyler Moore y Dick Van Dyke Born Free (Nacida libre) — John Barry - La Biblia — Toshiro Mayuzumi - Hawái — Elmer Bernstein - The Sand Pebbles (El Yangtsé en llamas) — Jerry Goldsmith - Who's Afraid of Virginia Woolf? (¿Quién teme a Virginia Woolf?) — Alex North | Mejor orquestación de música – adaptación o tratamiento Presentado por: Mary Tyler Moore y Dick Van Dyke A Funny Thing Happened on the Way to the Forum (Golfus de Roma) — Ken Thorne - Il Vangelo secondo Matteo (El Evangelio según San Mateo) — Luis Enríquez Bacalov - Return of the Magnificent Seven (El regreso de los siete magníficos) — Elmer Bernstein - The Singing Nun (Dominique) — Harry Sukman - Stop the World - I Want to Get Off — Al Ham |
| Mejor canción original Presentado por: Dean Martin «Born Free» de Born Free (Nacida libre); compuesta por John Barry y Don Black - «Alfie» de Alfie; compuesta por Burt Bacharach y Hal David - «Georgy Girl» de Georgy Girl (La soltera retozona); compuesta por Tom Springfield y Jim Dale - «My Wishing Doll» de Hawái; compuesta por Elmer Bernstein y Mack David - «A Time for Love» de An American Dream (Esclavos del pecado); compuesta por Johnny Mandel y Paul Francis Webster                                                     | Mejor sonido Presentado por: Dean Jones y Raquel Welch Grand Prix — Franklin E. Milton y el Departamento de sonido de los estudios Metro-Goldwyn-Mayer - Hawái — Gordon E. Sawyer y el Departamento de sonido de los estudios Samuel Goldwyn - Who's Afraid of Virginia Woolf? (¿Quién teme a Virginia Woolf?) — George R. Groves y Departamento de sonido de los estudios Warner Bros. - The Sand Pebbles (El Yangtsé en llamas) — James Corcoran y Departamento de sonido de los estudios 20th Century Foxt - Gambit (Ladrona por amor) — Waldon Watson y Departamento de sonido de los estudios Universal City |
| Mejor fotografía - Blanco y negro Presentado por: Ann-Margret y Omar Sharif Who's Afraid of Virginia Woolf? (¿Quién teme a Virginia Woolf?) — Haskell Wexler - The Fortune Cookie (En bandeja de plata) — Joseph LaShelle - Georgy Girl (La soltera retozona) — Ken Higgins - Paris brûle-t-il? (¿Arde París?) — Marcel Grignon - Seconds (Plan diabólico) — James Wong Howe | Mejor fotografía - Color Presentado por: Ann-Margret y Omar Sharif A Man for All Seasons (Un hombre para la eternidad) — Ted Moore - Fantastic Voyage (Viaje alucinante) — Ernest Laszlo - Hawái — Russell Harlan - The Professionals (Los profesionales) — Conrad Hall - The Sand Pebbles (El Yangtsé en llamas) — Joseph MacDonald |
| Mejor dirección de arte - Blanco y negro Presentado por: Rock Hudson y Vanessa Redgrave Who's Afraid of Virginia Woolf? (¿Quién teme a Virginia Woolf?) — Richard Sylbert y George James Hopkins - The Fortune Cookie (En bandeja de plata) — Robert Luthardt y Edward G. Boyle - Il Vangelo secondo Matteo (El Evangelio según San Mateo) — Luigi Scaccianoce - Paris brûle-t-il? (¿Arde París?) — Willy Holt, Marc Frederix y Pierre Guffroy - Mister Buddwing (La mujer sin rostro) — George Davis, Paul Groesse, Henry Grace y Hugh Hunt | Mejor dirección de arte - Color Presentado por: Rock Hudson y Vanessa Redgrave Fantastic Voyage (Viaje alucinante) — Jack Martin Smith, Dale Hennesy, Walter Scott y Stuart A. Reiss - Gambit (Ladrona por amor) — Alexander Golitzen, George C. Webb, John McCarthy y John Austin - Giulietta degli spiriti (Giulietta de los espíritus) — Piero Gherardi - The Oscar (El Óscar) — Hal Pereira, Arthur Lonergan, Robert Benton y James Payne - The Sand Pebbles (El Yangtsé en llamas) — Boris Leven, Walter M. Scott, John Sturtevant y William Kiernan                                                         |
| Mejor diseño de vestuario - Blanco y negro Presentado por: Candice Bergen y Robert Mitchum Who's Afraid of Virginia Woolf? (¿Quién teme a Virginia Woolf?) — Irene Sharaff - Il Vangelo secondo Matteo (El Evangelio según San Mateo) — Danilo Donati - La mandragola (La mandrágora) — Danilo Donati - Mister Buddwing (La mujer sin rostro) — Helen Rose - Morgan, a Suitable Case for Treatment (Morgan, un caso clínico) — Jocelyn Rickards                                                                                              | Mejor diseño de vestuario - Color Presentado por: Candice Bergen y Robert Mitchum A Man for All Seasons (Un hombre para la eternidad) — Elizabeth Haffenden y Joan Bridge - Gambit (Ladrona por amor) — Jean Louis - Giulietta degli spiriti (Giulietta de los espíritus) — Piero Gherardi - Hawái — Jean Louis - The Oscar (El Óscar) — Edith Head |
| Mejor efectos de sonido Presentado por: Diahann Carroll Grand Prix — Gordon Daniel - Fantastic Voyage (Viaje alucinante) — Walter Rossi | Mejores efectos visuales Presentado por: Fred MacMurray Fantastic Voyage (Viaje alucinante) — Art Cruickshank - Hawái — Linwood G. Dunn |

### Óscar honorífico
- Y. Frank Freeman
- Yakima Canutt

### Premio Humanitario Jean Hersholt
- George Bagnall

### Premio en memoria de Irving Thalberg
- Robert Wise

## Premios y nominaciones múltiples
| Película                                                                  | Nominaciones | Premios |
| ------------------------------------------------------------------------- | ------------ | ------- |
| A Man for All Seasons (Un hombre para la eternidad)                       | 8            | 6       |
| Who's Afraid of Virginia Woolf? (¿Quién teme a Virginia Woolf?)           | 13           | 5       |
| Grand Prix                                                                | 3            | 3       |
| Fantastic Voyage (Viaje alucinante)                                       | 5            | 2       |
| Un homme et une femme (Un hombre y una mujer)                             | 4            | 2       |
| Born Free (Nacida libre)                                                  | 2            | 2       |
| The Fortune Cookie (En bandeja de plata)                                  | 4            | 1       |
| A Funny Thing Happened on the Way to the Forum (Golfus de Roma)           | 1            | 1       |
| The Sand Pebbles (El Yangtsé en llamas)                                   | 8            | 0       |
| Hawái                                                                     | 7            | 0       |
| Alfie                                                                     | 5            | 0       |
| The Russians are Coming, the Russians are Coming (¡Que vienen los rusos!) | 4            | 0       |
| Georgy Girl (La soltera retozona)                                         | 4            | 0       |
| Il Vangelo secondo Matteo (El Evangelio según San Mateo)                  | 3            | 0       |
| Gambit (Ladrona por amor)                                                 | 3            | 0       |
| The Professionals (Los profesionales)                                     | 3            | 0       |
| Paris brûle-t-il? (¿Arde París?)                                          | 2            | 0       |
| Blowup                                                                    | 2            | 0       |
| Giulietta degli spiriti (Giulietta de los espíritus)                      | 2            | 0       |
| Morgan, a Suitable Case for Treatment (Morgan, un caso clínico)           | 2            | 0       |
| Mister Buddwing (La mujer sin rostro)                                     | 2            | 0       |
| The Oscar (El Óscar)                                                      | 2            | 0       |